# Hieracium aggregatifolium
Hieracium aggregatifolium es una especie de planta con flor del género Hieracium, de la familia Asteraceae, orden Asterales.

## Distribución
Hieracium aggregatifolium se distribuye por Escocia y las Islas Orcadas.

## Taxonomía
Fue descrita científicamente por P. D. Sell. Fue publicada en Fl. Gr. Brit. Ireland 4: 543 (2006).